# Kojełga (miejscowość)
Kojełga (ros. Коелга) – wieś (ros. село, trb. sieło) w Rosji, w obwodzie czelabińskim (ok. 75 km na południowy zachód od Czelabińska), położona nad ujściem rzeki Kojełga do rzeki Uwielki.
Pierwsi osiedleńcy w tym miejscu, Kozacy, pojawili się w roku 1747.
W pobliżu Kojełgi eksploatowany jest biały marmur, wykorzystywany zarówno w Rosji (m.in. w wielkim pałacu w moskiewskim Kremlu i innych znaczących budowlach w Moskwie), jak i eksportowany, m.in. do Kazachstanu, Chin, Białorusi, Polski, Niemiec i USA.
Rodzinna miejscowość dwukrotnego Bohatera Związku Radzieckiego Siemiona Chochriakowa (zobacz: walki o Częstochowę (1945)).